# Reinhold Thiel (Historiker)
Reinhold Thiel (* 1944 in Westerstede) ist ein deutscher Historiker.
Thiel stammt aus einer alten Schiffbauer-Familie. Sein Urgroßvater arbeitete auf der Vulcan-Werft in Stettin, sein Vater fuhr zur See und arbeitete später als Maschinenbauingenieur auf der AG Weser. Als Kind bereits baute er die Schiffe, auf denen sein Vater fuhr, als Modelle.
Nach dem Abitur 1965 in Bremen-Walle studierte er Sport und Geschichte. 1970 wurde er Lehrer für diese Fächer.
Bisher hat Thiel als Schifffahrtshistoriker fünf Bücher veröffentlicht über Reedereien, Schifffahrtslinien und Werften, darunter zur Geschichte des Norddeutschen Lloyds, zur Geschichte der Bremer Großwerften AG Weser und Bremer Vulkan, über die Dampfschifffahrtsgesellschaft Neptun und über die Argo Reederei.

## Bücher (Auswahl)
- Die bremische Flugabwehr im Zweiten Weltkrieg, Hauschild Verlag, Bremen, 1995, ISBN 3-929902-34-6
- mit Werner Kloos: Bremer Lexikon. Ein Schlüssel zu Bremen, Hauschild Verlag, Bremen, 1997, ISBN 3-931785-47-5
- mit Helmut Behling: Bremer Vulkan. Ende einer Ära, Hauschild Verlag, Bremen, 1997, ISBN 3-931785-68-8
- mit Günther Diercks: J. Frerichs & Co. Frerichswerft – Flethe/Rönnebeck – Osterholz-Scharmbeck – Einswarden, Hauschild Verlag, Bremen, 2001, ISBN 978-3-89757-092-4
- Die Geschichte des Norddeutschen Lloyd 1857–1970, 5 Bände. Hauschild Verlag, Bremen, 2007, ISBN 978-3-89757-388-8
- Focke-Wulf-Flugzeugbau, Hauschild Verlag, Bremen 2011, ISBN 978-3-89757-489-2
- Weser-Flugzeugbau, Hauschild Verlag, Bremen 2013, ISBN 978-3-89757-539-4